# Mediatisierung
In der Geschichte des Heiligen Römischen Reiches und des Deutschen Bundes war die Mediatisierung („Mittelbarmachung“) von 1803 und 1806 die Eingliederung der bisher reichsunmittelbaren Reichsstände und Adligen in die neuen deutschen Bundesstaaten.
Im Reich gab es Fürsten und Grafen – die „wirklichen“ Reichsfürsten und Reichsgrafen –, die Anteil an der Souveränität des Heiligen Römischen Reichs hatten. Voraussetzung war meistens der Besitz eines reichsständischen Territoriums (Ausnahme: die sogenannten Personalisten). Mit der Mediatisierung verloren sie die meisten dieser Rechte und wurden standesherrlich größeren Territorien ein- und untergeordnet; als Standesherren blieb ihnen die Ebenbürtigkeit mit den weiterhin souveränen Häusern erhalten. Dagegen bedeutete die damalige Mediatisierung für die Gruppe der Reichsfreiherren den Verlust ihrer Reichsunmittelbarkeit, also des Vorrechts, erstinstanzlich bei Reichsgerichten klagen zu dürfen.
Im Deutschen Bund war die Mediatisierung kleinerer Staaten zeitweise ein Thema. Vor allem in der Frankfurter Nationalversammlung 1848/1849 gab es eine solche Mediatisierungsfrage, bei der die kleinsten deutschen Staaten größeren zugeschlagen worden wären. Die betroffenen Staaten protestierten und es fand sich keine politische Mehrheit für ein Thema, das den Ärger nicht zu lohnen schien.
Heute wird unter Mediatisierung im Völkerrecht die (Interessen-)Vertretung innerstaatlicher Akteure durch den Staat als völkerrechtliches Subjekt verstanden.

## Entwicklung
Schon vor dem Beginn des 19. Jahrhunderts war es gelegentlich mächtigeren Reichsständen gelungen, kleinere Mitstände – vor allem wenn deren Besitzungen als Enklaven in den ihrigen eingeschlossen waren – in ein solches Abhängigkeitsverhältnis zu bringen. So wurde etwa die Grafschaft Mansfeld wegen Überschuldung 1580 von Kursachsen und dem Erzstift Magdeburg mediatisiert. Nach dem Dreißigjährigen Krieg entstanden eine Reihe von Mediatfürstentümern.
Der Reichsdeputationshauptschluss von 1803 bedeutete die Mediatisierung vieler bislang teilsouveräner Stände, die die meisten Rechte – aber nicht ihre Ebenbürtigkeit mit den weiterhin souveränen Häusern – einbüßten, sowie für die Reichsfreiherren den Verlust ihres Vorrechts, erstinstanzlich bei den Reichsgerichten klagen zu dürfen (die sogenannte Reichsunmittelbarkeit). Einer Anzahl deutscher Reichsfürsten und Reichsgrafen wurden als Entschädigung für die Verluste ihrer Besitzungen auf dem Linken Rheinufer an Frankreich bestimmte bis dahin reichsunmittelbare Gebiete zugewiesen. Diese kamen dadurch in ein, wenn auch etwas modifiziertes, Untertanenverhältnis.
45 der 51 noch bestehenden Reichsstädte wurden mediatisiert und benachbarten Fürstentümern eingegliedert. Lediglich Augsburg, Nürnberg, Frankfurt am Main, Bremen, Hamburg und Lübeck behielten den Status mit verminderten Rechten. Von den 300 Territorien mit Reichsstandschaft und den etwa 1400 ohne Reichsstandschaft, die es 1789 gab, blieben nur noch 39 Territorien mit Reichsstandschaft. Augsburg und Nürnberg wurden 1805/06 von Bayern mediatisiert. Mit der Rheinbundakte von 1806 kam es zur Aufhebung fast aller Adelsherrschaften und Reichsgrafschaften.
Die Deutsche Bundesakte von 1815 übernahm entsprechende Regelungen der Rheinbundakte, überließ aber den mediatisierten Fürsten als Standesherren einige Sonderrechte (u. a. die niedere Gerichtsbarkeit). Das blieb so bis zur Revolution von 1848/49 und zum Teil darüber hinaus. Die mediatisierten Fürsten und Grafen waren den regierenden Häusern im Rang gleichgestellt (siehe Ebenbürtigkeit) und gehörten damit dem Hochadel an. Nach 1815 gab es nur noch vier Freie Städte: Hamburg, Bremen, Lübeck und Frankfurt am Main.
Rechtsgrundlage in den Artikeln 26 bis 28 der Rheinbundakte. In Artikel 26 war beschrieben, dass die Rheinbundfürsten die volle Souveränität über ihre Gebiete erhalten sollten. Dies waren nach Artikel 26 die Gesetzgebung, oberste Gerichtsbarkeit, oberste Polizei sowie das Recht zur Truppenaufstellung. Die Mediatisierung der Reichsritter ergab sich daraus implizit, sie verloren das Recht, erstinstanzlich bei den Reichsgerichten klagen zu dürfen.
In Artikel 27 war beschrieben, welche Rechte die mediatisierten Standesherren behalten sollten: Das zivilrechtliche Eigentum an ihren Domänen als Patrimonial- oder Privateigentum, alle Herrschafts- und Feudalrechte, die nicht wesentlich zur Souveränität gehören. Dazu gehörte das Recht der niedern und mittlern bürgerlichen und Straf-Gerichtsbarkeit, der forsteilichen Gerichtsbarkeit und Polizei, der Jagd und Fischerei, der Berg- und Hüttenwerke, des Zehnten und ähnlicher Rechte, das Patronatrecht und ähnliches sowie die aus diesen Domänen und Rechten fließenden Einkünfte (z. B. die Strafgelder bei Geldbußen).
Diese Rechte waren veräußerbar, der jeweilige Landesherr hatte jedoch ein Vorkaufsrecht.
Die Frage der Auslegung dieser Regelungen war rechtlich umstritten. Während die Rheinbundfürsten den Begriff der Souveränität weit auslegten, interpretierten die mediatisierten Standesherren ihre Rolle als diejenige einer Unterherrschaft. In der Praxis konnte sich die Position der Mediatisierten nicht durchsetzen. Ihre Bemühungen richteten sich daher darauf, ihre Rechtspositionen offen zu halten und konzentrierten sich in den folgenden Verhandlungen auf ökonomische Aspekte.
Die Umsetzung der Mediatisierung erfolgte durch die militärische Besetzung der mediatisierten Gebiete in Abstimmung mit den französischen Militärs durch die Truppen oder Ordnungskräfte der Bundesfürsten. Die Annexion wurde mit Besitzergreifungspatenten amtlich gemacht und die Beamten und Bewohner wurden auf die neuen Machthaber vereidigt bzw. mussten diesen huldigen.
Die künftige Rolle der mediatisierten Standesherren wurde teilweise in Gesetzen (z. B. im Königreich Bayern mit Deklaration vom 19. März 1807, im Großherzogtum Baden mit Gesetz vom 20. März 1807 oder im Großherzogtum Hessen mit Gesetz vom 1. August 1807) geregelt, teilweise trafen die Rheinbundfürsten individuelle Vereinbarungen mit den jeweiligen Mediatisierten wie im Herzogtum Nassau.
Die getroffenen Regelungen waren im Ergebnis relativ einheitlich und gliederten sich in vier Bereiche:
1. Die persönlichen Ehrenrechte der Standesherren und ihrer Familien: Die Standesherren erhielten einen privilegierten Gerichtsstand (nur Ebenbürtige (also der Herrscher selbst) sollte über sie richten), eine Anrede, die ihre Stellung betonte, bei ihrem Tode wurde eine Staatstrauer angeordnet und die Untertanen waren verpflichtet, sie ins Gebet einzuschließen.
2. Die Kirchenverwaltung: Die Konsistorien der Mediatisierten wurden aufgehoben, ihnen verblieb aber ein (teilweise durch Präsentationspflicht eingeschränktes) Patronatsrecht.
3. Die Verwaltung: Hier gingen große Teile der allgemeinen Verwaltungsaufgaben an die Landesherren über. Die Behörden traten aber überwiegend im Namen von Landesherr und Mediatisierten (z. B. Herzoglich nassauisch Gräflich Waldbott-Bassenheimsches Amt) auf. Die Mediatisierten behielten eine eigene Rechnungskammer für die Verwaltung der verbliebenen Domänen und Rechte. Bezüglich der Justizkanzleien der Mediatisierten wurde unterschiedlich verfahren. So wurden diese in Nassau (bis auf eine Ausnahme) abgeschafft und in Baden aufrechterhalten. Die Beamten der Mediatisierten mussten vom Landesherren bestätigt werden und wurden auf beide vereidigt.
4. Die Aufteilung von Einnahmen und Schulden: Die Zahl und Struktur der Abgaben, die die Untertanen zahlen mussten, waren umfangreich und uneinheitlich. Diese mussten gemäß Artikel 27 der Rheinbundakte aufgeteilt werden. Entsprechend mussten die Schulden der Mediatisierten aufgeteilt werden, je nachdem ob sie für „souveräne“ Aufgaben entstanden waren oder nicht.

Gerade der letzte Punkt führte zu den meisten Auseinandersetzungen zwischen Landesherren und Mediatisierten.

## Mediatisierte Grafen- und Fürstenhäuser („Standesherren“)
Im Gothaischen Genealogischen Hofkalender (kurz „Gotha“ genannt), dessen Inhalt heute dem Genealogischen Handbuch des Adels (Bandreihe Fürstliche Häuser) entspricht, wurden verschiedene Abteilungen geführt. Im Folgenden wird eine der letzten Ausgaben in der Zeit des Deutschen Kaiserreichs – die von 1917 – zugrunde gelegt.
- Erste Abteilung: alle regierenden (bis 1917/1918) europäischen „Fürsten (nebst allen zur Nachfolge berechtigten Zweigen ihrer Häuser) sowie der seit Anfang des 19. Jahrhunderts entthronten europäischen Fürstenhäuser“ (Première Partie – Généalogie des Maisons Souveraines).
- Zweite Abteilung: „Genealogie der deutschen Standesherren, nämlich der deutschen, vormals reichsständischen, jetzt standesherrlich untergeordneten Fürstlichen und Gräflichen Häuser, denen das Recht der Ebenbürtigkeit mit den regierenden Fürstenhäusern zusteht….“ (Deuxième Partie – Généalogie des Maisons seigneuriales médiatisées en Allemagne qui ont les droits d’égalité de naissance avec les maisons souveraines).

Folgende Häuser gehören noch 1917/1918 zur Zweiten Abteilung:
- Arenberg
- Auersperg
- Bentheim
- Bentinck
- Castell
- Colloredo-Mannsfeld
- Croÿ
- Dietrichstein
- Erbach
- Esterházy von Galántha
- Fürstenberg
- Fugger
- Giech
- Görtz (siehe Schlitz gen. von Görtz)
- Harrach
- Hohenlohe
- Isenburg mit Ysenburg
- Khevenhüller-Metsch
- Königsegg-Aulendorf
- Kuefstein
- Leiningen
- Leiningen-Westerburg
- Leyen
- Limburg-Stirum[3]
- Lobkowicz
- Löwenstein-Wertheim
- Looz und Corswarem
- Metternich-Winneburg
- Neipperg
- Oettingen
- Orsini-Rosenberg
- Ortenburg
- Ostein[4]
- Pappenheim
- Platen-Hallermund
- Pückler-Limpurg
- Quadt-Wykradt-Isny
- Rechberg und Rothenlöwen
- Rechteren-Limpurg
- Rosenberg siehe Orsini-Rosenberg
- Salm
- Sayn und Wittgenstein
- Schaesberg
- Schlitz gen. von Görtz
- Schönborn
- Schönburg
- Schwarzenberg
- Solms
- Stadion
- Stolberg
- Thurn und Taxis
- Toerring
- Trauttmansdorff
- Waldbott von Bassenheim
- Waldburg
- Waldeck-Limpurg siehe Bentinck
- Wied
- Windisch-Graetz
- Wurmbrand-Stuppach
- Ysenburg siehe Isenburg